# 李仙洲
李仙洲（1894年—1988年10月22日），原名李守瀛，字仙洲。山东長清縣大馬頭村（今屬齊河縣）人，國民革命軍陸軍中將。

## 早年
早年曾在濟南武術傳習所學習，後任小學教員。1924年4月，考入黃埔軍校第一期，同年11月畢業後，任國民革命軍教導第一團排長。

## 東征北伐
1925年參加東征，升任七連連長。1926年7月，參加北伐戰爭，任國民革命軍第一軍第二師四團一營營長。
1928年4月參加第二期北伐，任第一集團軍第一軍教導團團長，擔任蔣介石的警衛工作。北伐完成後，任第一師第一旅副旅長。
1930年5月，參加中原大戰，任第三師第九旅十三團團長，1931年任三師九旅旅長，參加進攻中共。後調任第二十一師副師長。
1934年，升任二十一師師長。1935年率部進入山西。1936年2月，率部參加阻截中國工農紅軍東征。

## 抗日戰爭
1937年7月抗日戰爭爆發後，李仙洲奉命開赴華北，增援宋哲元的第二十九軍。先後參加南口、忻口戰役。在忻口战役中他被日军子弹击中，随后很快失去知觉，后医生称穿胸伤一般当时就没命，但是他的子弹应是在呼气时心脏和肺收缩时打穿的，因而只是皮肉伤，实属奇迹。
1937年8月以李仙洲第21師和高桂滋第84師合編為第17軍，1938年升任第九十二軍中將軍長兼21師師長。
1939年秋，率部由湘北移防鄂西北的襄陽、隨縣等地。1941年春，移防皖北阜陽，在渦陽、蒙城、太和一線同日軍作戰。同時，所部還與皖北新四軍彭雪楓部發生武裝摩擦。
1942年2月，升任二十八集團軍總司令，並兼任九十二軍軍長和魯西挺進總指揮。
1943年4月，率部進軍山東，在魯西、魯南地區對日軍作戰。在李仙洲部隊同日軍作戰時，魯西及魯南地區的八路軍部隊與李仙洲部隊發生衝突。
抗日戰爭期間參與組建國立二十二中學，并任校長。參見：中華民國抗日戰爭時期的國立中學

## 第二次國共內戰
1945年抗日戰爭勝利後，調至濟南任第二綏靖區中將副司令長官。1947年2月指揮整編四十六師和七十三軍從明水、淄川進攻萊蕪、新泰，準備南北夾擊華東野戰軍。華東野戰軍發起萊蕪戰役，李仙洲所率七個師6.5萬餘人全部損失，李仙洲本人被俘，事后王耀武怒骂道：“就算六万头猪，也不会半天全被捉去。”此後作為戰犯被關押改造教育，於1960年11月被最高人民法院特赦釋放。

## 政協委員
此後，歷任山東省政協秘書處專員，省政協委員、常務委員，民革山東省委員會委員、常務委員等職。1978年2月起任五、六、七屆全國政協特邀委員。1983年12月，在中國國民黨革命委員會第六次全國代表大會上，被選為中央委員會顧問；後又被選為民革中央監察委員會委員和常務委員。1984年6月，黃埔軍校同學會成立後，被推選為理事，任南京黃埔軍校同學會名譽會長。1988年10月22日在濟南逝世，終年94歲。